# Synagogue de Lübeck

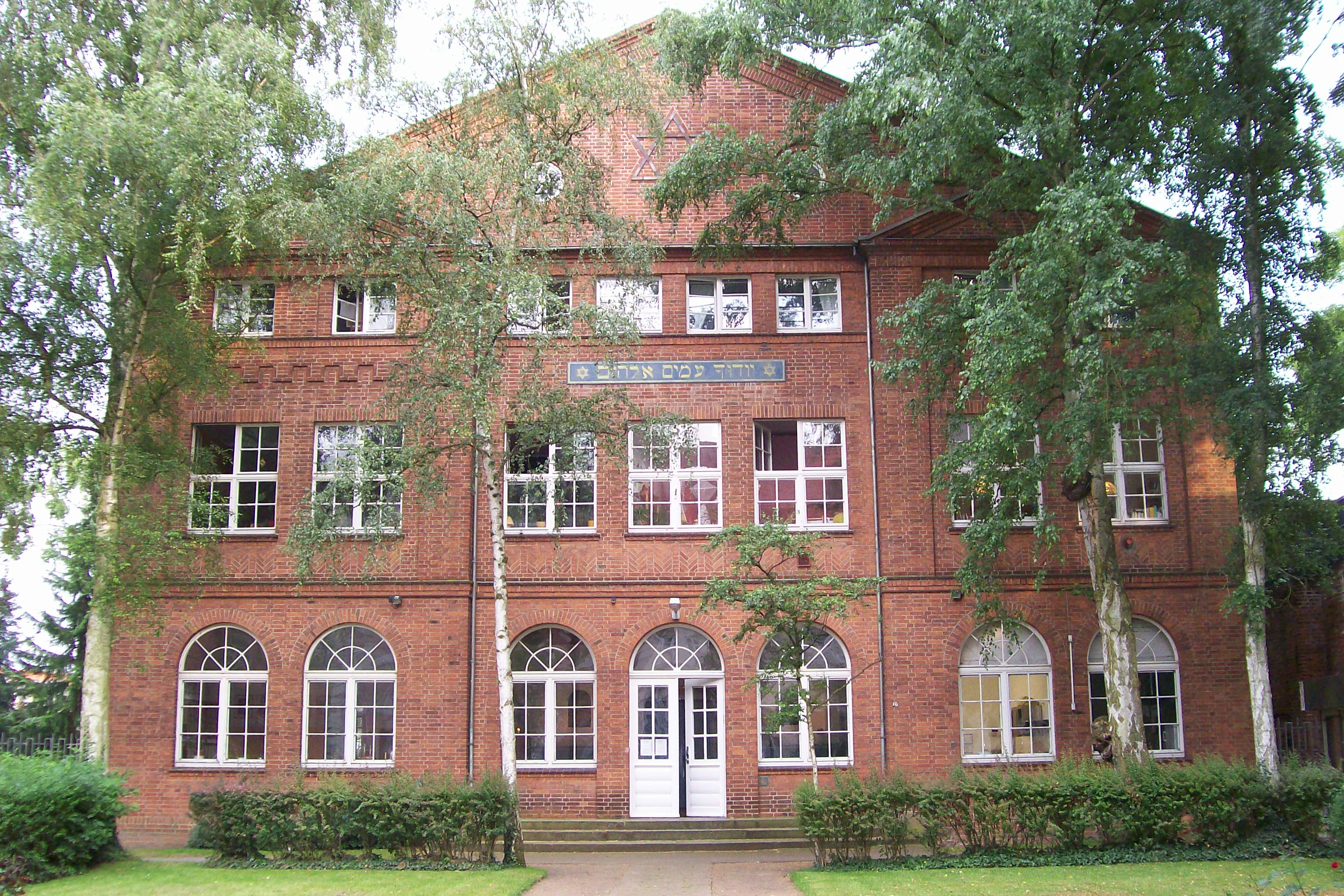
La synagogue de Lübeck en 2007

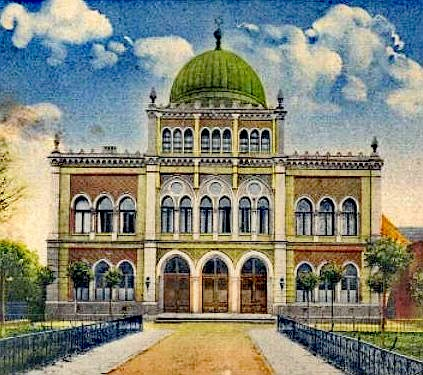
La synagogue de Lübeck en 1880

La synagogue de Lübeck se trouve dans la vieille ville de Lübeck au 13 St.-Annen-Straße, entre l'église protestante luthérienne Saint-Gilles, et l'ancien cloître Sainte-Anne, actuellement musée municipal.
Lübeck est une ville hanséatique d'Allemagne du Nord, dans le Land de Schleswig-Holstein, qui compte actuellement plus de 210 000 habitants.

## Histoire de la synagogue

### L'emplacement
À l'endroit où sera construite la synagogue, se trouvait au XIVe siècle le grand Ackerhof (ferme), plus tard renommé Ritterhof (maison des chevaliers) de Lübeck. De 1786 à 1811, la place était occupée par la poste royale de la principauté de Hanovre. La communauté juive acquiert la propriété en 1862 et démolit les bâtiments qui s'y dressaient.

### Sa construction
La construction de la synagogue débute le 15 juillet 1878. La gestion de la construction relève de la responsabilité de l'architecte de Lübeck, Ferdinand Münzenberger, du bureau d'architectes Münzenberger et Dalmer. Münzenberger, qui avait déjà bâti le siège d'une compagnie d'assurance-vie et le bâtiment de la poste, construit la synagogue en style mauresque, surmonté d'un dôme. Le 10 juin 1880, tout le Sénat de Lübeck participe à son inauguration et le maire-président, Heinrich Theodor Behn, conclut l'inauguration de la synagogue. Celui-ci termine son discours par un poème dans lequel il demande la clef pour ouvrir la synagogue. Une jeune fille devait alors apporter la clef dorée de la synagogue sur un coussin en velours satiné, mais dans l'excitation celle-ci se présenta en oubliant de mettre la clef sur le coussin.
À partir de 1904, un centre communautaire juif est ouvert dans le voisinage immédiat de la synagogue.

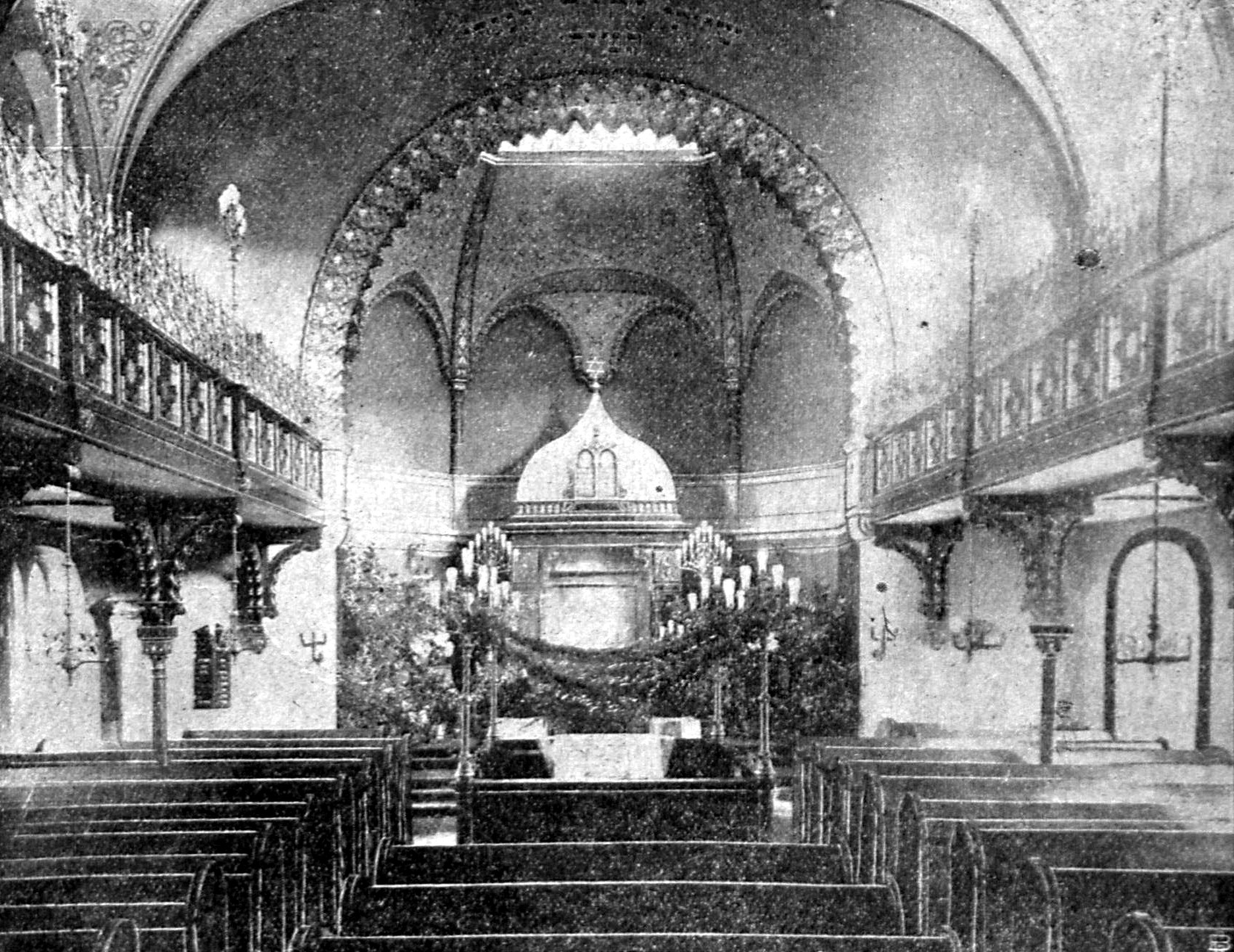
L'intérieur de la synagogue en 1905

Le samedi 1er juillet 1905, la communauté juive fête avec éclat le 25e anniversaire de la synagogue selon le calendrier hébraïque, Celle-ci, redécorée l'année précédente par le peintre Both, et richement ornée de fleurs, de plantes à feuillage et de guirlandes pour l'occasion, est malgré une grande chaleur, remplie à craquer. Le sermon d'environ une heure est prononcé par le rabbin Salomon Carlebach, en poste depuis  25 ans. Il fait référence au passage de la semaine du Pentateuque, l'histoire des éclaireurs envoyés par Moïse pour explorer le pays de Canaan (Livre des Nombres -13 et 14) et la révolte du peuple d'Israël contre leur chef Moïse. Le rabbin en déduit que partout, les chefs portent la responsabilité des mesures prises et que si elles sont approuvées, la communauté est heureuse. Il ne peut donc que se féliciter qu'au cours des 25 dernières années, il y ait toujours eu un accord entre la communauté et ses dirigeants. Un mécène de la communauté de Hambourg et ami du rabbin lui offre à l'occasion de la célébration, une magnifique parure de rouleau de la Torah, inaugurée lors de la cérémonie. Il fait également don de 100 marks-or pour une distribution immédiate aux pauvres de la communauté.

### La périodenazie
Lors de la nuit de Cristal, du 9 au 10 novembre 1938, la synagogue est pillée mais pas incendiée, car elle était déjà destinée à être vendue à la ville de Lübeck,. La raison officielle donnée, est que la densité du tissu urbain du centre-ville et du quartier du musée Sainte-Anne, interdisait de mettre le feu à l'édifice sans risque pour le voisinage. Seul l'intérieur a été détruit. Plus tard, la ville transforme le bâtiment en salle de sport.
Le style mauresque du bâtiment rappelle trop son utilisation première. Une nouvelle façade est redessinée selon les plans du directeur de l'urbanisme et conservateur des monuments historiques de Lübeck, Hans Pieper. Entre 1939 et 1941, les magnifiques éléments de style mauresque et le dôme sont enlevés. La façade de la salle de sport est formée de briques simples.

### L'après-guerre
Après la Seconde Guerre mondiale, le bâtiment est restitué à la communauté juive. Une étoile de David sur le pignon de la façade et une plaque avec le verset 67.4 du livre des Psaumes en hébreu:  Les peuples te louent, ô Dieu ! indiquent sa fonction renouvelée en tant que synagogue. L'intérieur est restauré à son état antérieur.
La structure de la synagogue se dégrade et nécessite des travaux substantiel. Le début de la rénovation est retardé par un différend survenu en 2012 quant à savoir si la façade historique de la période de construction devait être restaurée ou non,.
Les travaux de rénovation commencent en 2014 et durent jusqu'à la fin 2016. Le coût chiffré à 6,3 millions d'euros est supporté par le gouvernement fédéral, l'État du Schleswig-Holstein et des fondations.

### Les rabbins
Salomon Carlebach  est rabbin de la communauté à partir de 1870. À sa mort en 1920, son fils, Joseph Carlebach, lui succède temporairement, puis en 1921 David Alexander Winter. Ce dernier reste en fonction jusqu'en 1938 et la destruction de la communauté, 77 ans après sa création.
Après la guerre, celle-ci se reforme. En 2010, la communauté juive de Lübeck compte 800 membres, dont plus de 95 pour cent originaires de l'ancienne Union soviétique. Elle est indépendante, et depuis le 1er janvier 2005, fait partie de la Jüdische Gemeinschaft Schleswig-Holstein (Communauté juive du Schleswig-Holstein), association regroupant les communautés juives de Lübeck, de Kiel et sa région ainsi que de Flensbourg. Depuis le 20 novembre 2005, l'association est membre du  Zentralrat der Juden in Deutschland (Conseil central des Juifs en Allemagne).
En 2015, avec Yakov Yosef Harety, né à Jérusalem, la communauté juive possède pour la première fois depuis la Seconde Guerre mondiale un rabbin titulaire. Harety, qui vient d'une famille de rabbins, a effectué ses études en Israël puis a passé une année en Russie en tant que jeune rabbin et parle donc le russe. Depuis 2003, il vit en Allemagne et a exercé à in Hanovre, Fürth et Wolfsbourg avant de prendre le poste à Lübeck.

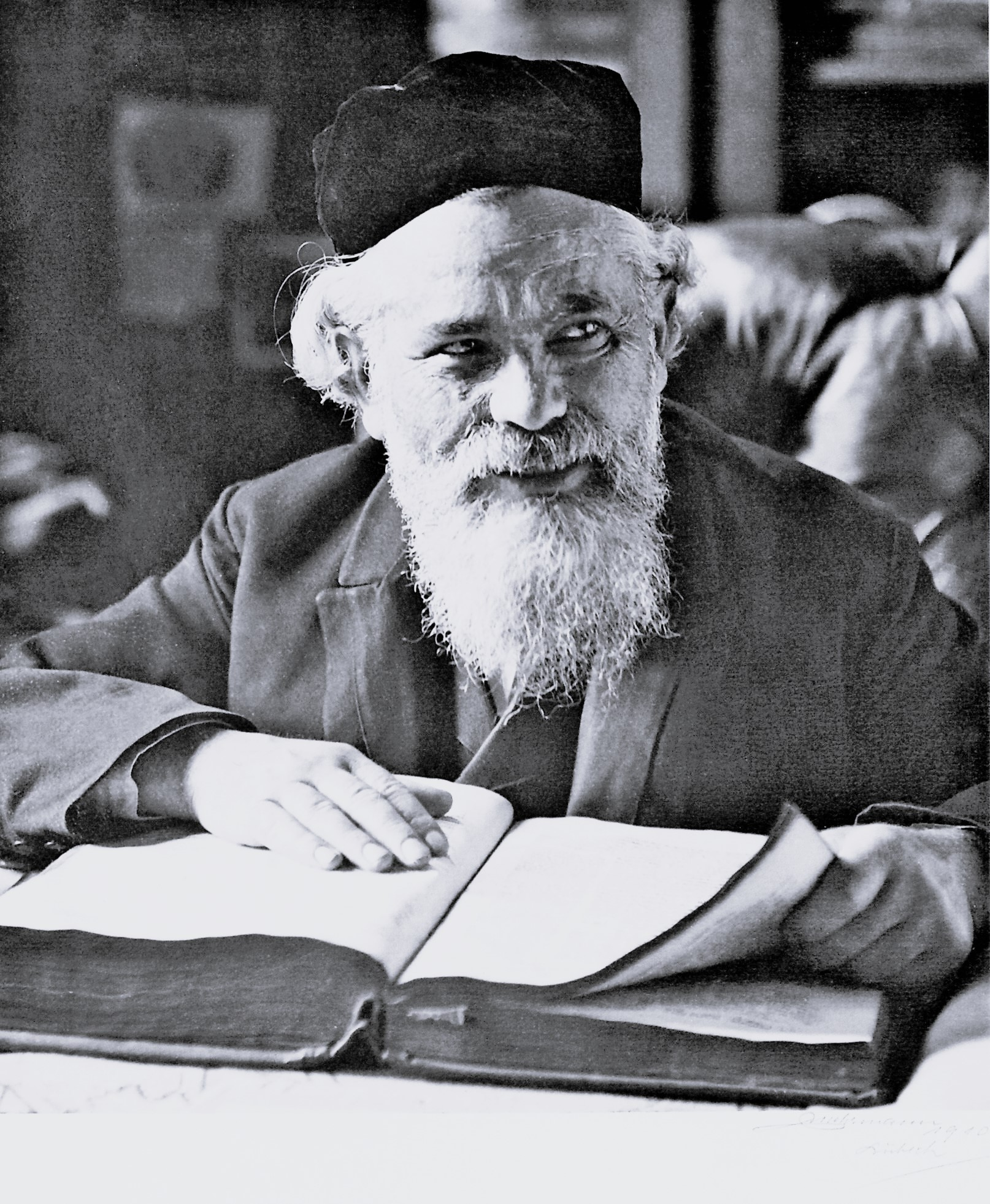
Salomon Carlebach, rabbin de Lübeck de 1870 à 1919
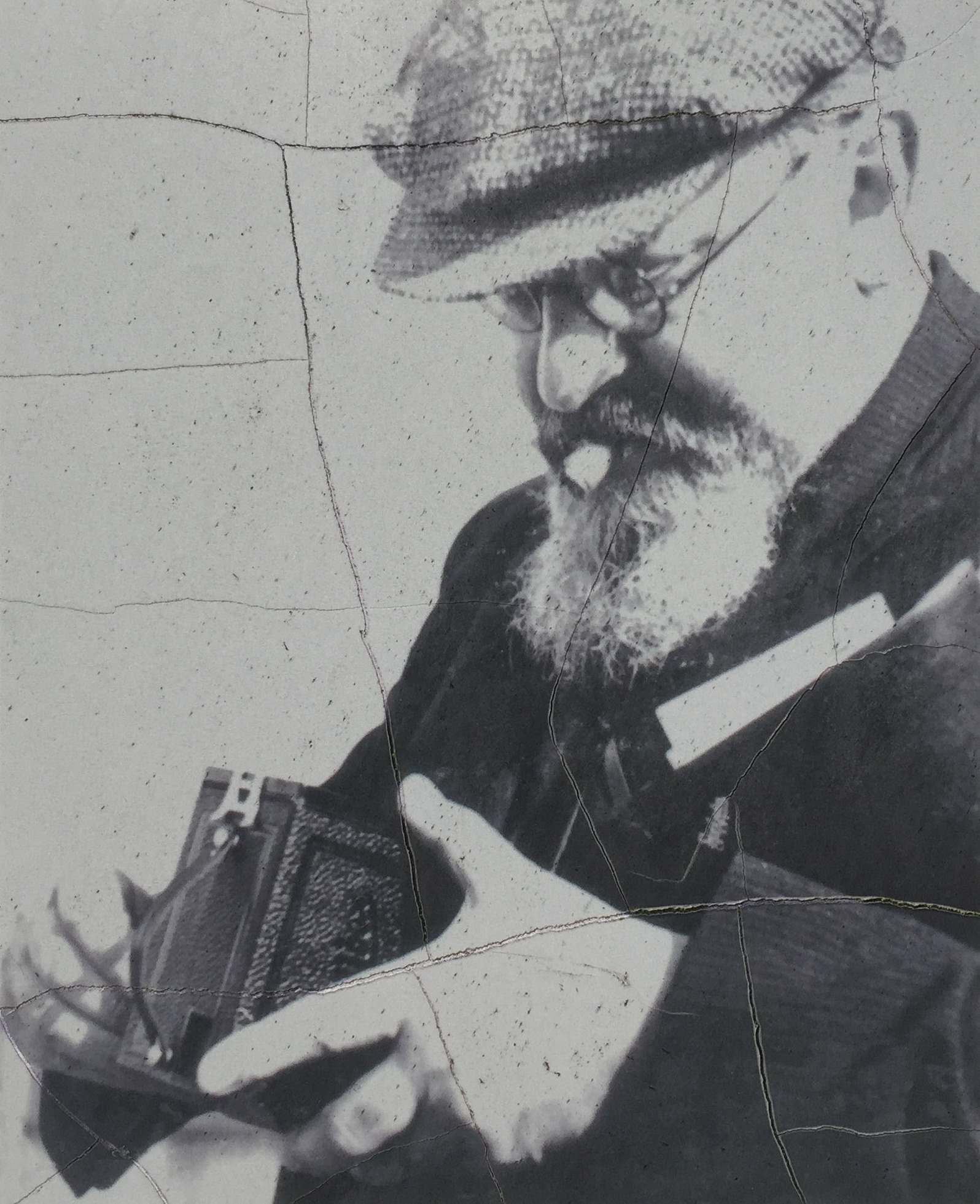
Joseph Carlebach, rabbin de Lübeck en 1920-1921
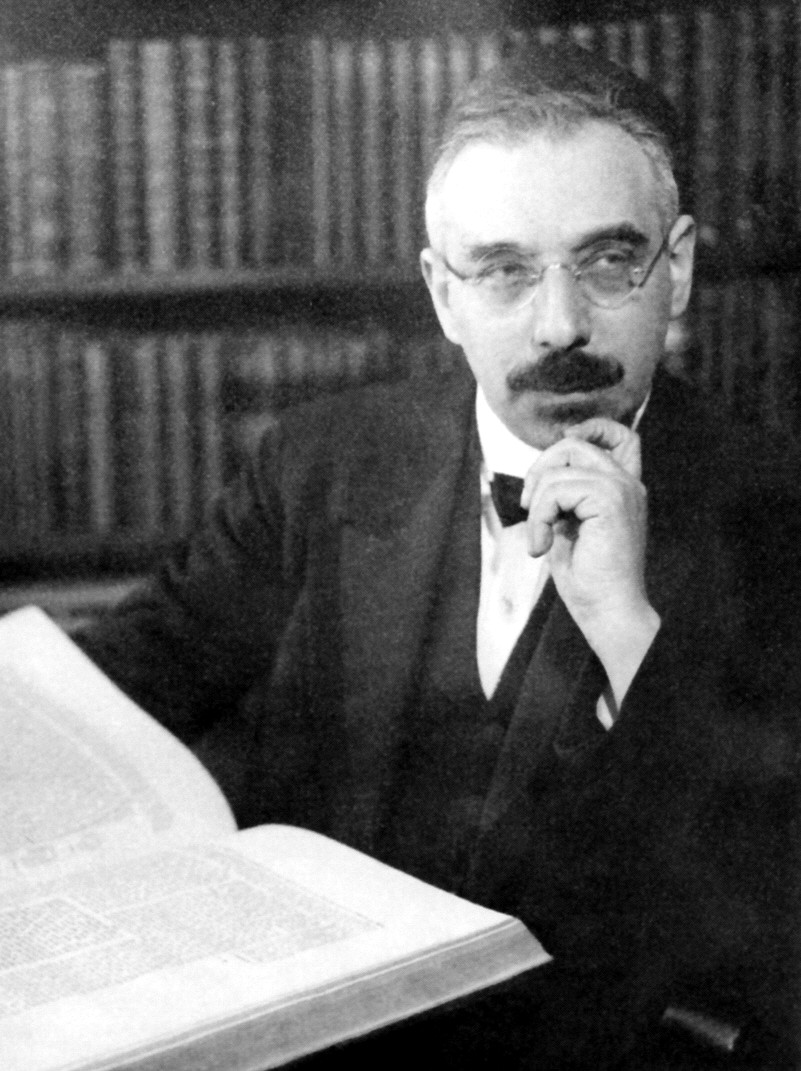
David Alexander Winter, rabbin de Lübeck de 1921 à 1938

### Incendies criminels
La synagogue de Lübeck est une des rares grandes synagogues à ne pas avoir été incendiées par les nazis lors de la nuit de Cristal en 1938. Depuis la fin de la guerre, elle a été la cible de deux tentatives d'incendie criminel.
Le 25 mars 1994, la veille de Pessa'h, un cocktail Molotov est lancé à l'intérieur de la synagogue. Le feu est rapidement maîtrisé et les dégâts sont minimes. C'est la première tentative de destruction criminelle d'une synagogue en Allemagne depuis la fin de la guerre.
Environ un an plus tard, le 7 mai 1995, un ou des incendiaires mettent le feu à une remise adjacente qui est complètement détruite, mais le feu ne se propage pas à la synagogue. Les enquêtes n'aboutissent pas et sont abandonnées en août 1997.

## Crédit d'auteurs
- (de) Cet article est partiellement ou en totalité issu de l’article de Wikipédia en allemand intitulé « Synagoge (Lübeck) » (voir la liste des auteurs).